# David Sinclair (biologiste)
Pour les articles homonymes, voir David Sinclair et Sinclair.
 (novembre 2023).
La mise en forme du texte ne suit pas les recommandations de Wikipédia : il faut le « wikifier ».
Les points d'amélioration suivants sont les cas les plus fréquents :
- Les titres sont pré-formatés par le logiciel. Ils ne sont ni en capitales, ni en gras.
- Le texte ne doit pas être écrit en capitales (les noms de famille non plus), ni en gras, ni en italique, ni en « petit »…
- Le gras n'est utilisé que pour surligner le titre de l'article dans l'introduction, une seule fois.
- L'italique est rarement utilisé : mots en langue étrangère, titres d'œuvres, noms de bateaux, etc.
- Les citations ne sont pas en italique mais en corps de texte normal. Elles sont entourées par des guillemets français : « et ».
- Les listes à puces sont à éviter, des paragraphes rédigés étant largement préférés. Les tableaux sont à réserver à la présentation de données structurées (résultats, etc.).
- Les appels de note de bas de page (petits chiffres en exposant, introduits par l'outil «  Source ») sont à placer entre la fin de phrase et le point final[comme ça].
- Les liens internes (vers d'autres articles de Wikipédia) sont à choisir avec parcimonie. Créez des liens vers des articles approfondissant le sujet. Les termes génériques sans rapport avec le sujet sont à éviter, ainsi que les répétitions de liens vers un même terme.
- Les liens externes sont à placer uniquement dans une section « Liens externes », à la fin de l'article. Ces liens sont à choisir avec parcimonie suivant les règles définies. Si un lien sert de source à l'article, son insertion dans le texte est à faire par les notes de bas de page.
- La présentation des références doit suivre les conventions bibliographiques. Il est recommandé d'utiliser les modèles {{Ouvrage}}, {{Chapitre}}, {{Article}}, {{Lien web}} et/ou {{Bibliographie}}. Le mode d'édition visuel peut mettre en forme automatiquement les références.
- Insérer une infobox (cadre d'informations à droite) n'est pas obligatoire pour parachever la mise en page.

Pour une aide détaillée, merci de consulter Aide:Wikification.
Si vous pensez que ces points ont été résolus, vous pouvez retirer ce bandeau et améliorer la mise en forme d'un autre article.
 (novembre 2023).
David Andrew Sinclair, né le 26 juin 1969 est un biologiste australien, professeur de génétique et codirecteur du Paul F. Glenn Center for Biology of Aging Research à la Harvard Medical School. Il est connu pour ses recherches sur la prolongation de la vie en rapport avec l'épigénétique. Il est officier de l'Ordre d'Australie (AO).
Sinclair est apparu dans divers médias. Outre dans le Time Magazine, il est l'objet d'articles dans The New York Times, The Charlie Rose Show, 60 Minutes, Boston Magazine, The Washington Post, The Economist et TED.

## Biographie
David Andrew Sinclair est né en Australie en 1969 et grandit à St Ives (en), en Nouvelle-Galles du Sud. Sa grand-mère paternelle émigre en Australie à la suite de la répression du soulèvement hongrois de 1956, et son père change le nom de famille de Szigeti en Sinclair. Il obtient un baccalauréat des sciences à l'Université de Nouvelle-Galles du Sud, à Sydney, et reçoit le prix du Commonwealth australien. En 1995, il obtient un doctorat en génétique moléculaire de la même école, se concentrant sur la régulation des gènes chez la levure.

### Carrière
En 1993, il rencontre Leonard P. Guarente, un professeur du Massachusetts Institute of Technology qui étudie les gènes impliqués dans la régulation du vieillissement, lorsque Guarente est en tournée de conférences en Australie, rencontre qui incite Sinclair à postuler pour un poste de post-doctorat au laboratoire de Guarente. Auparavant, le laboratoire de Cynthia Kenyon à l'Université de Californie à San Francisco a découvert, cette année-là, qu'une mutation d'un seul gène dans Daf-2 pouvait doubler la durée de vie du ver C. elegans,.
En 1999, Sinclair est embauché à la Harvard Medical School. En 2003, son laboratoire est trop petit et a du mal à trouver du financement. En 2004, Sinclair reçoit du philanthrope Paul F. Glenn un don de 5 millions de dollars pour y fonder les Paul F. Glenn Laboratories for the Biological Mechanisms of Aging (les laboratoires Paul F. Glenn pour les mécanismes biologiques du vieillissement). Il en devient le directeur fondateur. Il en est actuellement codirecteur avec Bruce Yankner.
En 2004, Sinclair fonde Sirtris Pharmaceuticals (en) avec l'« entrepreneur en série » Andrew Perlman, Christoph Westphal, Richard Aldrich, Richard Pops et Paul Schimmel,. Sirtris se consacre à la recherche de Sinclair, sur les activateurs de sirtuines, et son développement, un travail qui a commencé dans le laboratoire de Guarente. La société s'est particulièrement concentrée sur les formulations et les dérivés du resvératrol en tant qu'activateurs de l'enzyme SIRT1 ; Sinclair est connu pour ses déclarations sur le resvératrol, tel : « (C'est) aussi proche que possible d'une molécule miraculeuse… Dans cent ans, les gens prendront peut-être ces molécules quotidiennement pour prévenir les maladies cardiaques, les accidents vasculaires cérébraux et le cancer. ». Le milieu scientifique de la recherche anti-âge est plus prudent, en particulier en ce qui concerne son action et ses effets secondaires et son manque de biodisponibilité. Le produit initial de la société s'appelle SRT501 et constitue une formulation de resvératrol. Sirtris a été cotée en bourse en 2007 et a ensuite été achetée et transformée en filiale de GlaxoSmithKline en 2008 pour 720 millions de dollars.
En 2006, Genocea Biosciences est fondée sur la base des travaux du scientifique de Harvard, Darren E. Higgins, autour des antigènes qui stimulent les cellules T et de l'utilisation de ces antigènes pour créer des vaccins ; Sinclair en est cofondateur.
En 2008, Sinclair est promu professeur titulaire à la Harvard Medical School. Quelques années plus tard, il devient également professeur associé à l'École des sciences médicales de l'Université de Nouvelle-Galles du Sud.
En 2008, Sinclair rejoint le conseil consultatif scientifique de l'entreprise pharmaceutique Shaklee et l'aide à concevoir et à commercialiser un supplément alimentaire contenant du resvératrol appelé « Vivix ». Le Wall Street Journal a demandé une interview sur son implication avec la société et son marketing, et il a alors refusé l'utilisation de son nom et de ses affirmations pour promouvoir le produit et a démissionné.
En 2011, Sinclair est cofondateur d'OvaScience avec Michelle Dipp (ancienne collaboratrice de Sirtris), Aldrich, Westphal et Jonathan Tilly, sur la base des travaux scientifiques effectués par Tilly concernant les cellules souches oogoniales de mammifères et les travaux sur les mitochondries par Sinclair. Le travail de Tilly est controversé, certains groupes étant incapables de le reproduire,.
En 2011, Sinclair est également cofondateur de CohBar, avec Nir Barzilai et d'autres collègues. CoBar visait à découvrir et à développer de nouveaux peptides dérivés des mitochondries.
En 2015, Sinclair décrit pour la revue The Scientist ses efforts pour obtenir un financement pour son laboratoire, comment son laboratoire d'environ 20 personnes, est tombé à environ 5, puis a grandi à nouveau lorsqu'il trouva des fonds d'organisations et d'entreprises philanthropiques, et notamment des entreprises qu'il a aidé à démarrer. En 2015, son laboratoire comptait 22 personnes et était soutenu par une subvention R01 et était financé à 75 % par des fonds non fédéraux. Cependant, à partir de 2016, le financement fédéral a commencé à augmenter.
En 2017, il cofonde Life Biosciences avec Tristan Edwards, qui est remplacé comme CEO par Mehmood Khan en 2019. Cette entreprise s'intéresse aux modifications génétiques pour rajeunir l'oeil humain,. La société est capitalisée à 206 millions de dollars en 2022.
En septembre 2019, Sinclair publie le livre Pourquoi nous vieillissons et pourquoi ce n'est pas inéluctable (Lifespan: Why We Age – and Why We Don't Have To (en)), un best-seller du New York Times, coécrit avec le journaliste Matthew LaPlante et traduit en 18 langues. il est également proposé sous forme de livre audio sur Audible et lu par Sinclair lui-même.
En 2022, il s'associe avec Serena Poon, une nutritionniste, pour créer une entreprise, Fully Aligned Co., qui offre des produits de bien-être,.

### Création d'entreprise
En juin 2009, il participe à la création de Segterra. Cette entreprise, dirigée par le français Rony Sellam, a reçu depuis l'origine 17,5 millions de dollars de capitaux,.
En 2022, il cofonde Tally Health pour étudier le vieillissement grâce à l'« analyse des marques de méthylation sur l'ADN à partir d'un prélèvement buccal ». Il confie la direction de l'entreprise à Melanie Goldey,.

### Recherches
Alors que Sinclair travaille dans le laboratoire de Guarente, il a découvert que la Sirtuine 1 (appelée sir2 pour la levure) ralentit le vieillissement de la levure en réduisant l'accumulation de cercles d'acide ribonucléique ribosomique extrachromosomiques. D'autres personnes travaillant dans le laboratoire à l'époque ont identifié le Nicotinamide adénine dinucléotide comme un cofacteur essentiel pour la fonction de la sirtuine. En 2002, après son départ pour Harvard, il s'est confronté à Guarente lors d'une réunion scientifique au Cold Spring Harbor Laboratory, remettant en cause la description de Guarente sur la façon dont sir2 pourrait être impliqué dans le vieillissement ; cela a déclenché une rivalité scientifique.
En 2003, alors que son laboratoire est encore modeste, Sinclair apprend que des scientifiques d'une société de biotechnologie de Pennsylvanie appelée Biomol Research Laboratories ont découvert que les polyphénols, dont le resvératrol, pouvaient activer sir2. Il collabore avec eux pour le confirmer. Cela conduit à des publications écrites en partie par Sinclair dans Nature et Science en 2003. Le plaidoyer sans équivoque de Sinclair en faveur du resvératrol en tant que composé anti-âge déclenche une controverse scientifique sur la question de savoir s'il est vrai qui le resvératrol active même les sirtuines,. Des articles très médiatisés affirmant l'inversion de l'âge des souris ont également fait l'objet d'un examen minutieux. Des travaux dans un autre laboratoire, réalisés en partie grâce au financement de Sirtris, révèlent une augmentation du nombre de mitochondries dans les cellules de souris ayant reçu de fortes doses de resvératrol. Le laboratoire de Sinclair a continué à travailler sur le resvératrol et ses analogues, ainsi que sur les mitochondries et le NAD, recherches visant à comprendre le vieillissement et comment le prévenir.
En décembre 2020, le groupe de Sinclair publie que trois des quatre facteurs de transciption de Yamanaka (Oct4, Sox2 et Klf4) délivrés par un virus porteur, peuvent inverser le vieillissement de cellules humaines (in vitro) sans les abîmer. Ils peuvent aussi restaurer la vision de souris âgées ou atteintes de glaucome, ainsi que celles de primates non humains grâce à leur thérapie.
En janvier 2023, les laboratoires de Sinclair ont publié un article de recherche dans la revue "Cell" supportant leur application de la théorie de l'information au processus naturel du vieillissement.  Leur idée est que le vieillissement des mammifères est dû à une perte d'information épigénétique. Leurs preuves expérimentales que cette perte d'information serait réversible et pourrait être contrôlée de manière artificielle par les facteurs de Yamanaka est basée sur l'étude de populations de souris. Mais elle est très controversée et critiquée par d'autres scientifiques dont Charles Brenner et Peter Attia. 

## Transhumanisme
Bien que Sinclair ne s'identifie pas comme transhumaniste[réf. nécessaire], ses recherches et ses déclarations le rapprochent de ce mouvement qui est attaché à l'idée que les humains devraient être capables de « façonner et diriger leur propre évolution par la maîtrise de soi », et qu'on devrait non seulement étudier le vieillissement, mais le combattre.
Sinclair, comme Elizabeth Parrish, est devenu icône du transhumanisme et de la médecine anti-âge de par les (prudentes) promesses scientifiques sur lesquelles il communique, de ralentissement voire d'inversion du vieillissement, et par son exemple : son apparence n'aurait pas changé en 12 ans, et il ne cache pas prendre des compléments alimentaires, accompagnant une prise de Resvératrol quotidienne, selon les sources, de 0,5 g ou 1 gramme, et une hygiène de vie comprenant, sport, jeûne intermittent et régime pour leur effet anti-âge qu'il conseille et que ses parents et d'autres proches suivent.

## Récompenses et honneurs
Sinclair a reçu de nombreux prix pour ses recherches, dont le Irving S. Wright Award of Distinction de l'American Federation for Aging Research (AFAR) en 2018, l'Advance Award in Life Sciences du gouvernement australien en 2017 et la médaille de l'Australian Society for Medical Research en 2014,,,.
En 2014, Sinclair entre dans le Time 100 comme l'une des cent personnes les plus influentes au monde et en 2018, il est inclus dans les 50 personnes les plus influentes dans le domaine de la santé du magazine Time,,,. En 2018, Sinclair est nommé Officier de l'Ordre de l'Australie pour « service éminent à la recherche médicale sur la biologie du vieillissement et l'allongement de la durée de vie, en tant que généticien et universitaire, aux initiatives de biosécurité et en tant que défenseur de l'étude de science ».

## Publications

### Ouvrages en anglais
- (en) Lifespan: Why We Age – and Why We Don't Have To (en), New York, Simon & Schuster, 2019 (ISBN 978-1501191978)

### Traductions françaises
- Pourquoi nous vieillissons : et pourquoi ce n'est pas une fatalité [« Lifespan: Why We Age – and Why We Don't Have To »], Quanto, 21 octobre 2021, 432 p. (ISBN 9782889154012).